# ポルヴォー・コミュニオン
ポルヴォー・コミュニオン（英語: Porvoo Communion）とは、宣教と礼拝において共通の生活を分かち合うことで合意された諸教会によるコミュニオン。アングリカン・コミュニオンに参加する諸教会と、ルター派の諸教会を主な構成員としている。いくつかの信仰上の原則において合意がなされたが、その合意内容には新しい信仰告白は含まれていない。また、加盟する諸教派はそれぞれの教派としてのアイデンティティを保持し続けている。

ポルヴォー・コミュニオンに加盟する諸教会を地図上にあらわしたもの（英語）

## 参加教会一覧
ポルヴォー・コミュニオンに加盟している諸教会
1994年加盟
- エストニア福音ルター派教会（英語版）
- スウェーデン国教会
- スコットランド聖公会（en:Scottish Episcopal Church）
- ノルウェー国教会
- リトアニア福音ルター派教会（英語版）

1995年加盟
- アイスランド国教会
- アイルランド国教会
- ウェールズ聖公会
- イングランド国教会
- フィンランド福音ルター派教会（en:Evangelical Lutheran Church of Finland）

2001年加盟
- スペイン改革監督教会（en:Spanish Reformed Episcopal Church、スペインにあるアングリカン・コミュニオンの一員たる教会）
- ルシタニア・カトリック使徒福音教会（英語版）、ポルトガルにあるアングリカン・コミュニオンの一員たる教会）

2010年加盟
- デンマーク国教会

デンマーク国教会は2009年12月にポルヴォー・コミュニオンのフルメンバーになる決議をし、2010年10月3日にポルヴォー宣言に調印した。
他に以下の教会がオブザーバーとなっている。

- ラトヴィア福音ルター派教会（英語版）1994年～
- 在外ラトヴィア福音教会（英語版）2010年～
- 英国ルター派教会（英語版）2010年～